# Боголюбовка (Стерлитамакский район)
Боголюбовка (баш. Боголюбовка) — деревня в Стерлитамакском районе Республики Башкортостан Российской Федерации. Входит в состав  Константиноградовского сельсовета.

## География

### Географическое положение
Расстояние до:
- районного центра (Стерлитамак): 57 км,
- центра сельсовета (Константиноградовка): 3 км,
- ближайшей ж/д станции (Стерлитамак): 57 км.

## Население
| 2002 | 2009 | 2010 |
| ---- | ---- | ---- |
| 168  | ↘160 | ↗174 |

Национальный состав
Согласно переписи 2002 года, преобладающая национальность — русские (67 %).